# 이춘원 선생 묘역 및 신도비
이춘원 선생 묘역 및 신도비는 대한민국 경기도 남양주시 화도읍 금남리에 있는 조선시대의 무덤과 비석이다. 2009년 8월 13일 남양주시의 향토유적 제6호로 지정되었다.

## 개요
이춘원(1571∼1634)은 조선 중기 문신으로 본관은 함평(咸平)이며 초명이 신원(信元), 자는 원길(元吉), 호는 구원(九?)이다. 묘역은 정부인 해평 윤씨와 합장묘로 동향하고 있다. 원형봉분에 활개를 갖추고 있으며 새로 호석을 두르고, 그 앞에 혼유석, 복고석 위에 상석을 놓았으며, 연이어 장대석, 향로석, 문인석, 묘표 등이 있다.

## 같이 보기
- 이춘원